# Branchinella lithaca
Branchinella lithaca е вид хрилоного от семейство Thamnocephalidae. Видът е критично застрашен от изчезване.

## Разпространение
Разпространен е в САЩ.